# Trypanoplasma beckeri
Trypanoplasma beckeri is een soort in de taxonomische indeling van de Euglenozoa. Deze micro-organismen zijn eencellig en meestal rond de 15-40 mm groot. Het organisme komt uit het geslacht Trypanoplasma en behoort tot de familie Bodonidae. Trypanoplasma beckeri werd in 1979 ontdekt door Burreson.